# Jean-Jacques Ferrière
Pour les articles homonymes, voir Ferrière.
Jean-Jacques Ferrière, né le 4 mai 1754 à Baugé (Maine-et-Loire) et mort le 19 janvier 1807 à Angers, est un homme politique et un magistrat français.
Reçu avocat en 1776, il devient juge à Baugé en 1790 et président de la société populaire des amis de la Constitution. Il est député de Maine-et-Loire de 1791 à 1792, siégeant au centre. Il est ensuite agent national de la commune de Baugé, procureur syndic du district, juge de paix, et enfin, juge au tribunal d'appel d'Angers en 1800.

## Sources
- « Jean-Jacques Ferrière », dans Adolphe Robert et Gaston Cougny, Dictionnaire des parlementaires français, Edgar Bourloton, 1889-1891 [détail de l’édition]